# Edward Seymour, 9. Duke of Somerset

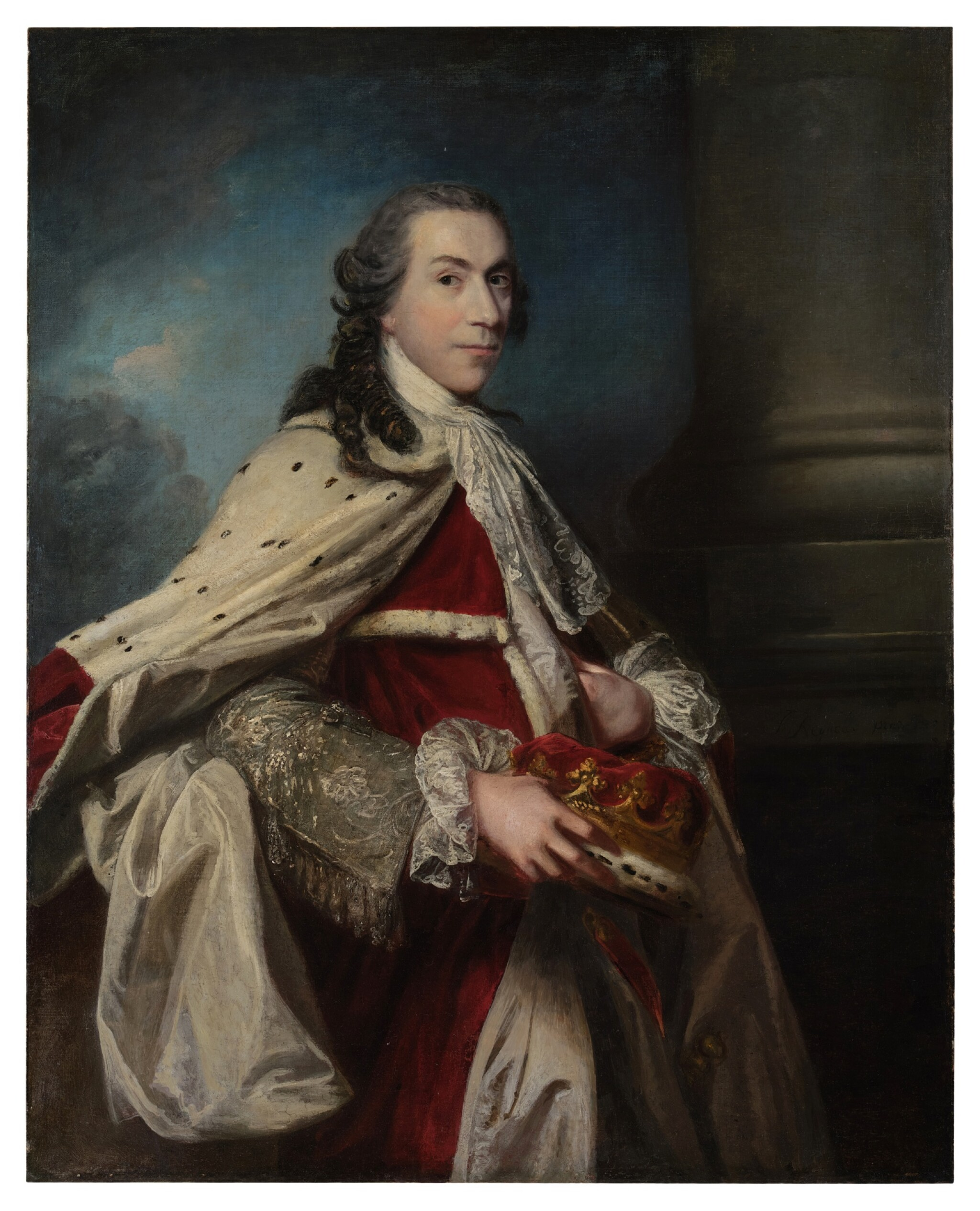
Edward Seymour, 9. Duke of Somerset

Edward Seymour, 9. Duke of Somerset (* 27. Januar 1718; † 2. Januar 1792) war ein britischer Peer und Politiker.

## Leben
Er entstammte der Familie Seymour und war der älteste Sohn des Edward Seymour, 8. Duke of Somerset, und der Mary Webb. Er besuchte das Winchester College und studierte am Oriel College der Universität Oxford. Beim Tod seines Vaters am 15. Dezember 1757 erbte er dessen Adelstitel als 9. Duke of Somerset, 9. Baron Seymour und 7. Baronet, of Berry Pomeroy, und wurde dadurch Mitglied des House of Lords. Bei der Krönung von Georg III., 1761, trug er den Reichsapfel. Der König nahm ihn 1770 in den britischen Kronrat auf und ihm 1783 eine jährliche Rente von 1200 £ gewährte.
1759 knüpfte er eine Bindung zu Susanna Hoare (1732–1783), Witwe des Charles Boyle, Viscount Dungarvan (1729–1759, Heir apparent des 5. Earl of Cork), die offenbar erwidert wurde. Ihre offizielle Verlobung verzögerte sich aufgrund der bürokratischen Notwendigkeit mit deren Treuhändern Vereinbarungen über deren ererbtes Vermögen zu treffen. Als schließlich alle Dokumente vorlagen, änderte die Lady ihre Meinung und ging stattdessen eine Bindung mit Thomas Brudenell-Bruce, 2. Baron Bruce (1739–1814) ein, den sie 1761 heiratete. Der Duke of Somerset lebte in der Folgezeit zurückgezogen auf seinem Landsitz Bradley House in Maiden Bradley, Wiltshire, und blieb unverheiratet. Mangels eigener Söhne fielen seine Adelstitel bei seinem Tod, 1792, an seinen nächstjüngeren Bruder Webb Seymour als 10. Duke of Somerset.